# ريكوبا سودأمريكانا 1994
ريكوبا سودأمريكانا 1994 هو الموسم 6 من ريكوبا سودأمريكانا. أشرف على تنظيمه كونميبول، وكان عدد الأندية المشاركة فيه 2، وفاز فيه نادي ساو باولو.